# Halo (Azonic)
Halo è il primo album di Azonic, pseudonimo del chitarrista Andy Hawkins, pubblicato nel luglio 1994.

## Tracce
1. Beyond the Pale – 10:16
2. Shore – 11:25
3. Headwaters – 11:25
4. Raze – 11:50

## Formazione
- Andy Hawkins - chitarra, arrangiamenti musicali
- Gabriel Katz - effetti, basso

### Formazione tecnica
- Oz Fritz - ingegneria
- Bill Laswell - produzione, arrangiamenti musicali
- Layng Martine - assistente tecnico
- Alex Winter - fotografia, design